# Francesco Minerva
Francesco Minerva (Canosa di Puglia, 31 gennaio 1904 – Canosa di Puglia, 23 agosto 2004) è stato un arcivescovo cattolico italiano, 1º arcivescovo metropolita di Lecce.

## Biografia
Era il figlio di Domenico Minerva e di Anna Terrone. 
Fu ordinato sacerdote il 16 aprile 1927 da Nicola Giannattasio, già vescovo di Nardò, arcivescovo titolare di Pessinonte.
Laureato in teologia presso il pontificio Ateneo Lateranense, nel luglio 1931, si laureò anche in Giurisprudenza all'Università di Bari. Fu arciprete parroco della Cattedrale di San Sabino dal 1931 al 1948.
Il 16 settembre 1948 fu nominato vescovo di Nardò. Ricevette l'ordinazione episcopale il 31 ottobre 1948, consacrante Ferdinando Bernardi, arcivescovo di Taranto.
Il 17 dicembre 1950, mentre reggeva la diocesi, in qualità di amministratore apostolico, dopo la morte di mons. Alberto Costa, fu nominato vescovo di Lecce.
Dal 29 aprile 1956 al 6 maggio 1956 organizzò ed ospitò la celebrazione del 15º Congresso eucaristico nazionale.
Dall'11 ottobre 1962 all'8 dicembre 1965, partecipò attivamente a tutte le sessioni del Concilio Vaticano II.
Il 20 ottobre 1980 Giovanni Paolo II emanò la bolla Conferentia Episcopalis Apuliae, con la quale elevò la diocesi di Lecce al rango di arcidiocesi metropolitana.
Per raggiunti limiti di età, rassegnò le dimissioni il 27 gennaio 1981, rimanendo arcivescovo emerito dell'arcidiocesi di Lecce, ma ritirandosi nella nativa Canosa, pur continuando per molti anni a trascorrere l'estate nel Salento.
Morì il 23 agosto 2004, a cento anni e sette mesi.
Il 31 gennaio 2008 il suo corpo è stato traslato all'interno della Cattedrale di San Sabino di Canosa di Puglia e tumulato nella tomba che egli stesso aveva fatto costruire per la sua sepoltura.
Conferì l'ordinazione sacerdotale ai futuri vescovi Vito De Grisantis e Fernando Filograna, ai futuri arcivescovi Luigi Pezzuto e Angelo Massafra e ai futuri cardinali Salvatore De Giorgi e  Marcello Semeraro.

## Genealogia episcopale e successione apostolica
La genealogia episcopale è:
- Cardinale Scipione Rebiba
- Cardinale Giulio Antonio Santori
- Cardinale Girolamo Bernerio, O.P.
- Arcivescovo Galeazzo Sanvitale
- Cardinale Ludovico Ludovisi
- Cardinale Luigi Caetani
- Cardinale Ulderico Carpegna
- Cardinale Paluzzo Paluzzi Altieri degli Albertoni
- Papa Benedetto XIII
- Papa Benedetto XIV
- Cardinale Enrico Enriquez
- Arcivescovo Manuel Quintano Bonifaz
- Cardinale Buenaventura Córdoba Espinosa de la Cerda
- Cardinale Giuseppe Maria Doria Pamphilj
- Papa Pio VIII
- Papa Pio IX
- Cardinale Gustav Adolf von Hohenlohe-Schillingsfürst
- Arcivescovo Salvatore Magnasco
- Cardinale Gaetano Alimonda
- Cardinale Agostino Richelmy
- Arcivescovo Angelo Bartolomasi
- Arcivescovo Ferdinando Bernardi
- Arcivescovo Francesco Minerva

La successione apostolica è:
- Arcivescovo Nicola Riezzo (1958)
- Cardinale Salvatore De Giorgi (1973)